# A Montanha Mágica
A Montanha Mágica (no original em alemão Der Zauberberg) é um livro escrito por Thomas Mann em 1924. Um dos romances mais influentes da literatura mundial do século XX, foi importante para a conquista do Prêmio Nobel de Literatura em 1929 por Mann. É um exemplo clássico da literatura que os alemães classificam como Bildungsroman ou, no termo em português, um romance de formação.
Sobre a obra, Malcolm Bradbury escreve:
"Seria, segundo ele [Mann], uma viagem à decadência; contudo, ele também a qualificou como a busca da ‘ideia do homem, o conceito de uma humanidade futura que vivenciou o mais profundo conhecimento da doença e da morte’...

## Enredo
Às vezes apontado como um livro sem enredo, a obra trata da história de um jovem estudante de engenharia naval, alemão de Hamburgo, chamado Hans Castorp. Ele visita o primo Joachim Ziemssen num sanatório destinado ao tratamento de doenças respiratórias localizado em Davos, nos Alpes suíços, pouco antes do começo da Primeira Guerra Mundial. Apesar de ser encaminhado ao sanatório apenas para uma visita e para tratar uma anemia, Hans Castorp vai aos poucos mostrando sinais de que tem tuberculose pulmonar e acaba estendendo sua visita ao sanatório por meses e anos, pois sua saída é sempre adiada por causa da doença.
Nesse período, Castorp, pouco a pouco, afasta-se da vida "na planície" e conquista o que chama de liberdade da vida normal. Desliga-se do tempo, da carreira e da família e é atraído pela doença, pela introspecção e pela morte. Ao mesmo tempo, amadurece e trava contato mais profundo com a política, a arte, a cultura, a religião, a filosofia, a fragilidade humana (incluindo a morte e o suicídio), o caráter subjetivo do tempo (um dos temas mais importantes da obra) e o amor.

## A escrita do romance
Thomas Mann iniciou a escrita de "A montanha mágica" em 1912, o mesmo ano em que sua mulher Katharina Mann (Katia) foi internada num sanatório de Davos na Suíça, para se curar de uma tuberculose. O livro teria sido inspirado nesse episódio.
Em 1915, Thomas Mann interrompeu o seu trabalho no manuscrito, indeciso sobre o fim a dar ao romance. Nesta altura, Mann encontra-se em conflito com o irmão Heinrich Mann, um apoiante da França e dos aliados, que desprezava o espírito filisteu, provinciano, totalitário, acrítico dos alemães e de seu Kaiser Wilhelm II, como tinha ficado bem patente no seu romance "Der Untertan" (O Súdito), publicado pouco antes do início da Guerra. Thomas Mann era, por contraponto ao irmão, nesta altura, (ainda) um espírito mais arreigado às suas raízes culturais e à sua pátria. Apenas mais tarde, na Segunda Guerra Mundial, Thomas Mann viria a adquirir um espírito mais crítico sobre a sua própria sociedade e cultura. Em "Reflexões de um homem não-político", de 1918, Thomas Mann defende a cultura alemã contra aquilo que ele afirma ser uma ideologia dogmática do ocidente. Como se disse, Thomas Mann iria mudar muito na Segunda Guerra Mundial, onde estará abertamente ao lado dessa suposta ideologia. Thomas Mann continuou a escrever "A Montanha Mágica" em 1919, já depois da guerra. Terminaria o romance apenas em 1924, ano da publicação. Entretanto, muitas observações dele sobre a experiência da Alemanha na República de Weimar tinham influenciado o livro.

## Temas
O sanatório forma um microcosmo europeu. As numerosas personagens do livro, muitas com descrições e reflexões detalhadas, são representações de tendências e pensamentos que predominavam na Europa do pré-grande-guerra, conhecido como o período dos anos loucos. Em particular as personagens Ludovico Settembrini (humanista e enciclopedista) e Leo Naphta (um jesuíta totalitário).
Também se destacam o hedonista Mynheer Peeperkorn e Madame Clawdia Chauchat, por quem Castorp desenvolve interesse romântico e sutilmente sensual, cujo climax está genialmente descrito por Mann em páginas verdadeiramente universais.
A subjetividade da passagem do tempo abordada por Mann reflete-se na estrutura do livro. A narrativa é ordenada cronologicamente, mas acelera ao longo do romance. Desse modo, os primeiros cinco capítulos relatam apenas o primeiro dos anos de Castorp no sanatório, em grande detalhe. Os restantes seis anos, marcados pela monotonia e pela rotina, são descritos nos últimos dois capítulos. Essa assimetria corresponde à própria percepção distorcida de Castorp quanto à passagem do tempo.
No final da narrativa, inicia-se a Primeira Guerra Mundial, Castorp une-se às fileiras do exército, e sua morte iminente no campo de batalha é sugerida. Apesar do processo de amadurecimento do personagem ao longo do livro, não está claro, na parte final, se ele formou uma sólida individualidade, e sua última aparição se dá como um soldado anônimo, entre milhares, em um campo de batalha qualquer da Primeira Guerra Mundial.